# NCT 2018 Empathy
NCT 2018 Empathy (estilizado como NCT 2018: Empathy) é o primeiro álbum de estúdio do grupo sul-coreano NCT. O álbum foi lançado em 14 de março de 2018, pela S.M. Entertainment e IRIVER. O álbum marca a aparição dos novos membros do grupo, Kun, Jungwoo e Lucas. O álbum contém um total de treze faixas, mais uma faixa bônus na edição digital.

## Antecedentes e lançamento
Em meados de janeiro de 2018, o NCT divulgou um projeto de "grande escala" para o ano, e alguns membros deixaram a Coreia do Sul e foram para a Ucrânia filmar um vídeo musical para um possível retorno. No fim de janeiro de 2018, a S.M. Entertainment lançou dois vídeos intitulados "NCT Yearbook #1" e "NCT Yearbook #2", mostrando todos os membros das unidades anteriores e apresentando três novos membros, Kun, Jungwoo e Lucas. Um dia depois, foi revelado o lançamento do primeiro álbum de estúdio do grupo com todos os 18 membros, como parte do projeto de grande escala NCT 2018.
O álbum foi lançado em 14 de março de 2018, através de vários portais de música, incluindo MelOn na Coréia do Sul e iTunes globalmente.

## Promoção
"Boss" foi lançado como o primeiro vídeo musical do álbum em 19 de fevereiro de 2018, sendo interpretada pelo NCT U com os membros Taeyong, Mark, Jaehyun, Doyoung, Winwin, Lucas e Jungwoo. Em 26 de fevereiro, o segundo vídeo musical foi lançado com a canção "Baby Don't Stop", realizada por NCT U com os membros Taeyong e Ten. O terceiro vídeo musical para a canção "Go", interpretado pelo NCT Dream, foi lançado em 4 de março. Na semana seguinte a unit NCT 127 lançou o quarto vídeo musical do álbum com a canção "Touch".

## Lista de faixas
| N.º | Título                                                                   | Letras                                                                           | Música                                                                                                | Arranjo                                             | Duração |  |
| 1.  | "Intro: Neo Got My Back" (NCT U)                                         |                                                                                  | Dakshood Tommy $trate                                                                                 | Dakshood Rosangyoon                                 | 01:57   |  |
| 2.  | "Boss" (NCT U - Taeyong, Doyoung, Jaehyun, Winwin, Jungwoo, Lucas, Mark) | Woo Tan Yoo Young-jin Lee Tae-yong Mark Lee                                      | Mike Daley Mitchell Owens Tiffany Fred Patrick J. Que Smith Yoo Young-jin                             | Mike Daley Yoo Young-jin                            | 03:30   |  |
| 3.  | "Baby Don't Stop" (NCT U - Taeyong, Ten)                                 | Park Woo-hyun Juno Lee Tae-yong                                                  | Matt Schwartz Paul Harris Little Nikki Yoo Young-jin Ryan S.Jhun                                      | Matt Schwartz Paul Harris Yoo Young-jin Ryan S.Jhun | 03:03   |  |
| 4.  | "Go" (NCT Dream)                                                         | Hwang Yoo-bin Ji Ye-won Mark Lee                                                 | The Stereotypes Tiffany Fred Sophiya Distract Yoo Young-jin                                           | The Stereotypes                                     | 03:27   |  |
| 5.  | "Touch" (NCT 127)                                                        | Jo Yoon-kyung Kim Min-ji Shin Jin-hye (Jam Factory)                              | LDN Noise Deez Adrian Mckinnon                                                                        | LDN Noise Deez                                      | 03:09   |  |
| 6.  | "Yestoday" (NCT U - Taeyong, Doyoung, Lucas, Mark)                       | Jung Joo-hee Lee Tae-yong Mark Lee Steven Lee Park Jin-joo                       | Shin Hyuk Reone Delly Boi Jarah Gibson Steven Lee                                                     | Reone Delly Boi                                     | 03:16   |  |
| 7.  | "Black on Black" (NCT 2018)                                              | MINOS Lee Tae-yong Mark Lee Deez                                                 | Afshin Salmani Josh Cumbee Deez                                                                       | NONFICTION (AFSHeeN, Josh Cumbee) Deez              | 03:17   |  |
| 8.  | "텐데... (Timeless)" (NCT U)                                             | Jun Gan-di                                                                       | Andrew Choi 220 Kim Yong-shin [ 12 ]                                                                  | 220 Kim Yong-shin [ 12 ]                            | 04:10   |  |
| 9.  | "일곱 번째 감각 (第七感; The 7th Sense)" (NCT U)                         | January 8th (Jam Factory) Kim Dong-hyun Cho Jin-joo Lee Tae-yong Mark Lee [ 13 ] | Timothy 'Bos' Bullock Tay Jasper Adrian Mckinnon Sara Forsberg Michael Jiminez Leven Kali MZMC [ 13 ] | Timothy 'Bos' Bullock Tay Jasper [ 13 ]             | 03:34   |  |
| 10. | "Without You" (NCT U)                                                    | Yoo Young-jin                                                                    | Matt Schwartz Ki Fitzgerald John Reid Yoo Young-jin [ 14 ]                                            | Yoo Young-jin                                       | 03:25   |  |
| 11. | "Without You (Chinese Ver.)" (NCT U)                                     | Yoo Young-jin Lin Xinyi [ 14 ]                                                   | Matt Schwartz Ki Fitzgerald John Reid Yoo Young-jin [ 14 ]                                            | Yoo Young-jin                                       | 03:25   |  |
| 12. | "夢中夢 (몽중몽; Dream In A Dream)" (NCT U - Solo de Ten)                | Stephen Carl                                                                     | Dillon Pace Brian Lee Stephen Carl [ 15 ]                                                             | Dillon Pace                                         | 03:35   |  |
| 13. | "Outro: Vision" (NCT U)                                                  | Yoo Young-jin                                                                    | Yoo Young-jin                                                                                         | Yoo Young-jin                                       | 00:57   |  |

| NCT 2018 Empathy – Digital edition (bonus track) |                                    |                                                            |                                                   |                 |         |  |
| N.º                                              | Título                             | Letras                                                     | Música                                            | Arranjo         | Duração |  |
| 1.                                               | "Yestoday (Extended Ver.)" (NCT U) | Jung Joo-hee Lee Tae-yong Mark Lee Steven Lee Park Jin-joo | Shin Hyuk Reone Delly Boi Jarah Gibson Steven Lee | Reone Delly Boi | 03:47   |  |

Notas
- "Boss" é performada por Taeyong, Doyoung, Jaehyun, Winwin, Jungwoo, Lucas e Mark.
- "Baby Don't Stop" é performada por Taeyong e Ten.
- "Yestoday" é performada por Taeyong, Doyoung, Lucas e Mark.
- "The 7th Sense" é performada por Taeyong, Doyoung, Ten, Jaehyun e Mark.
- "Without You" e "Timeless" são performadas por Taeil, Doyoung e Jaehyun.
- "Without You (Chinese version)" é performada por Taeil, Kun, Doyoung e Jaehyun.

## Paradas musicais
| Gráfico (2018)                                | Melhores posições |
| --------------------------------------------- | ----------------- |
| Dutch Albums (MegaCharts)                     | 190               |
| French Download Albums (SNEP)                 | 76                |
| Japan (Billboard)                             | 16                |
| Japanese Weekly Albums (Oricon)               | 10                |
| Japanese Weekly International Albums (Oricon) | 2                 |
| South Korean Albums (Gaon)                    | 2                 |
| United Kingdom Download (OCC)                 | 68                |
| US Top Heatseekers (Billboard)                | 9                 |
| US Independent Albums (Billboard)             | 29                |
| US World Albums (Billboard)                   | 5                 |

## Histórico de lançamento
| País          | Data                | Formato(s)          | Gravadora(s)              |
| ------------- | ------------------- | ------------------- | ------------------------- |
| Mundialmente  | 14 de março de 2018 | Download digital    | S.M. Entertainment        |
| Coreia do Sul | 14 de março de 2018 | CD Download digital | S.M. Entertainment IRIVER |